# Ancien rendez-vous de chasse des ducs de Rohan
L'ancien rendez-vous de chasse des ducs de Rohan est situé sur la commune de Gouarec en France.

## Localisation
Le rendez-vous de chasse est situé sur la commune de Gouarec dans le département des Côtes-d'Armor, dans la région Bretagne.       

## Description
Le pavillon servait également à rendre la justice. Il est construit en schiste et granite. Restauré récemment, le pavillon de Rohan est orné sur sa façade du blason de la maison de Rohan avec les macles « symbole d'une pierre métallifère » exploitée dans la région et transformée notamment aux « forges des Salles », un site unique créé pour la transformation du métal. Le pavillon de Rohan a connu de nombreux locataires. L'un des plus originaux était un photographe hollandais qui y avait installé son laboratoire photographique.
Le pavillon de Rohan abrite l'association franco-anglaise AIKB (Association Intégration Kreiz Breizh) dont le but est d'aider l'intégration des habitants anglophones dans la région. Dans les étages, des salles accueillent des expositions temporaires de peintures, sculptures et photographies.

## Historique
Le Pavillon est inscrit partiellement au titre des monuments historiques par arrêté du 21 décembre 1925.

## Protection
Éléments protégés : la façade.

## Galerie

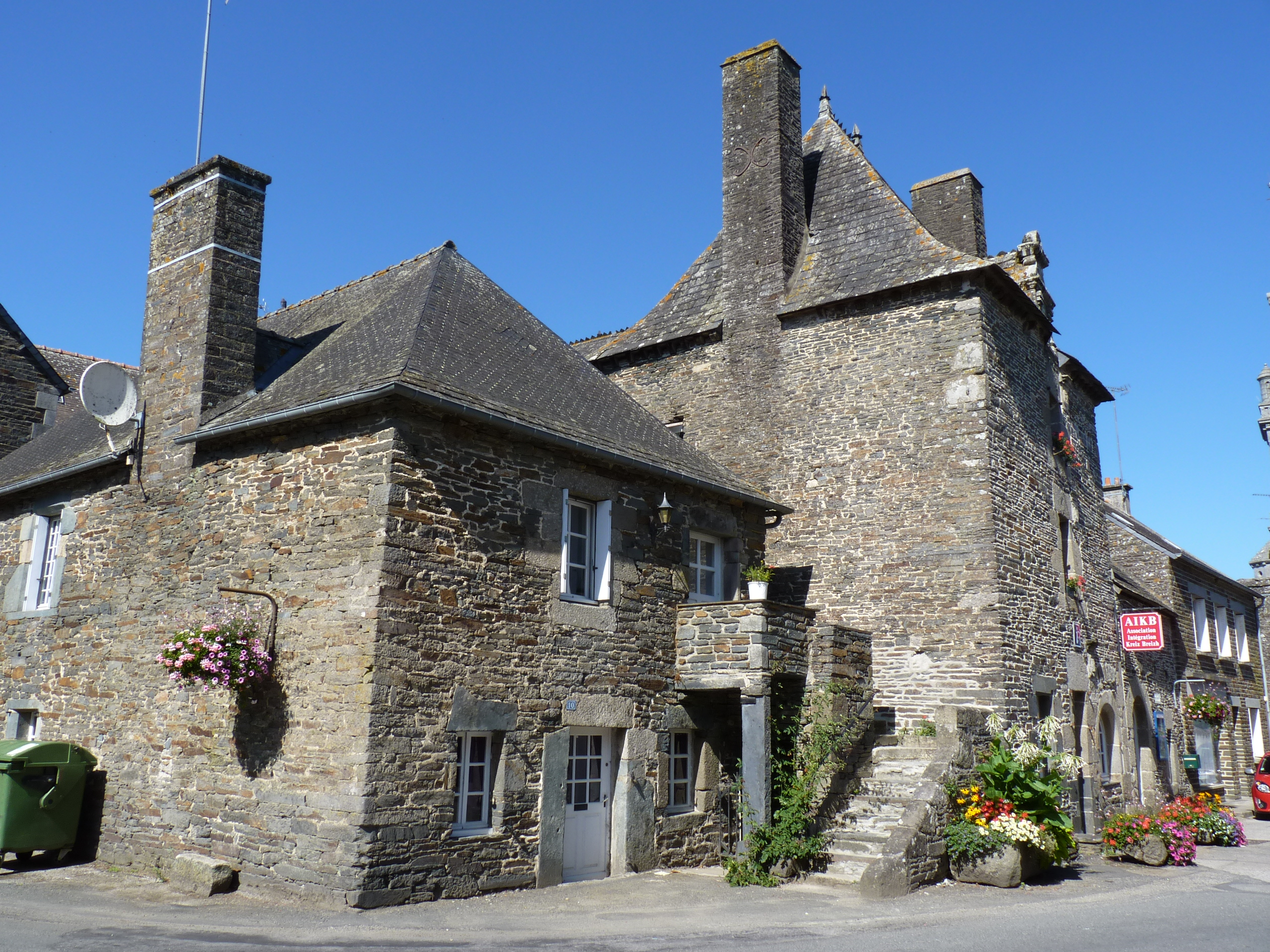
Le pavillon de Rohan vu de côté.
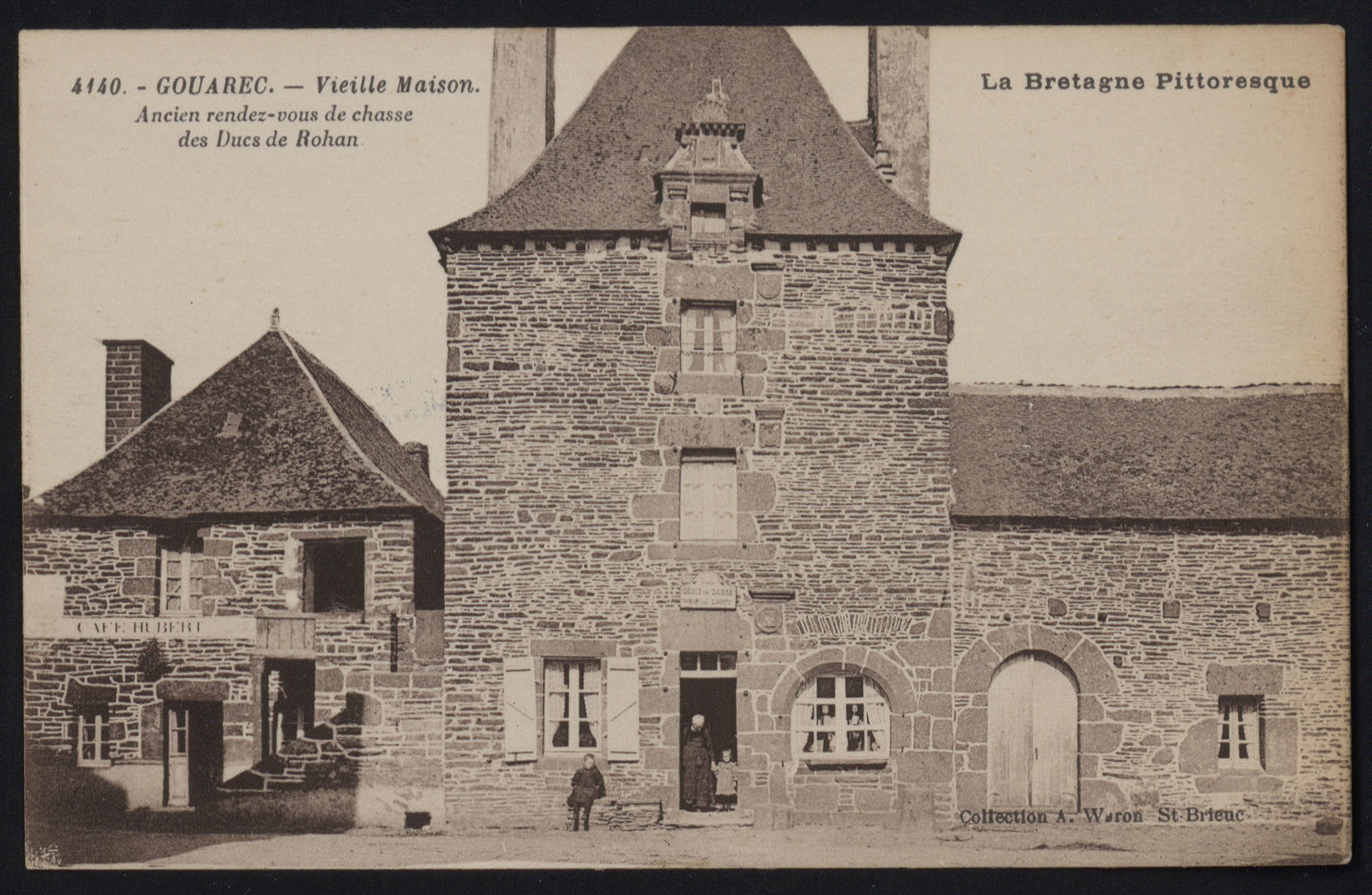
Le pavillon de Rohan vers 1900 (Carte postale A. Waron).
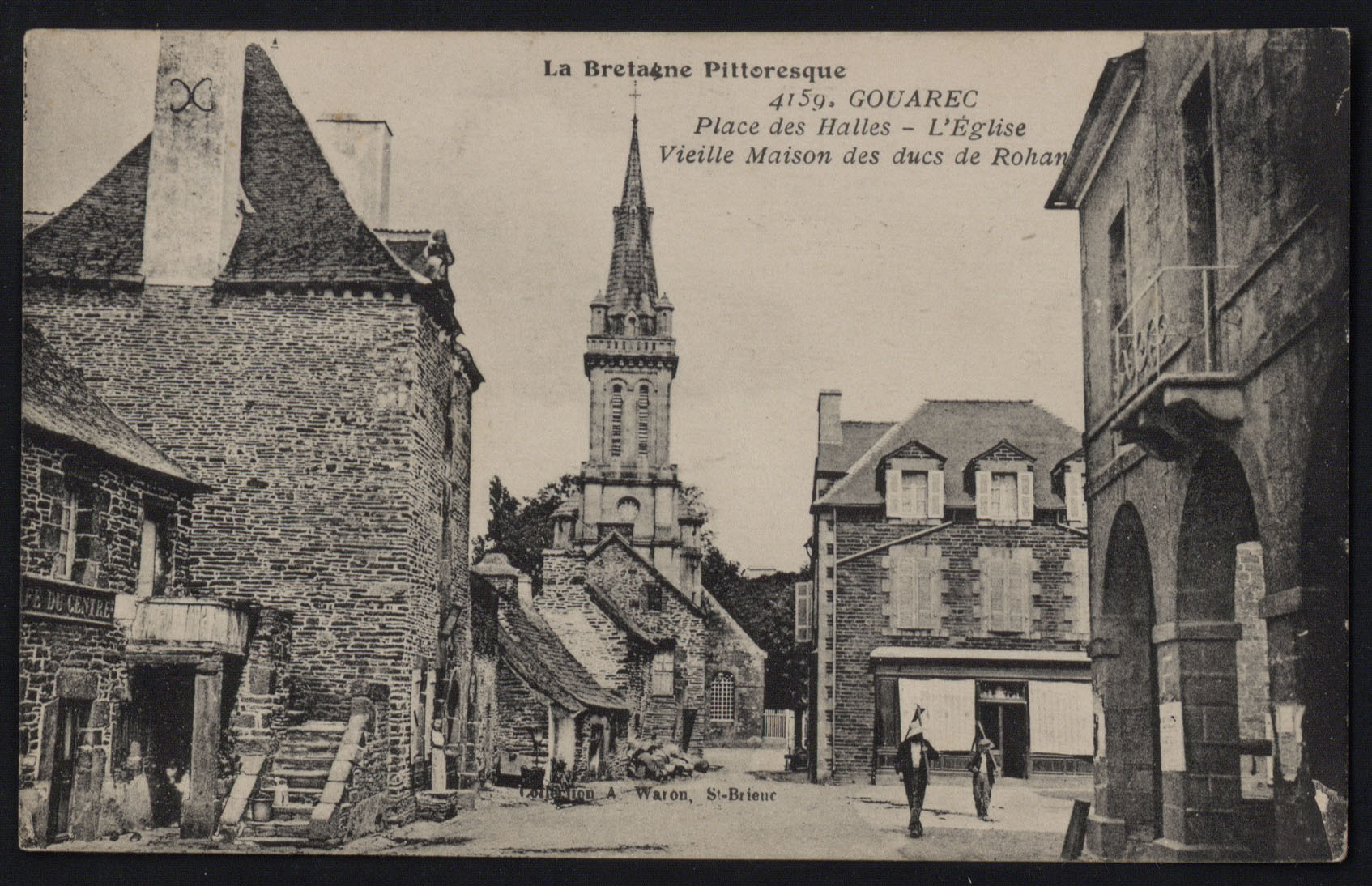
Place des Halles, l'église et le pavillon de Rohan.